# Consonne battue latérale palatale voisée
La consonne battue latérale palatale voisée est une consonne assez rare, utilisé dans quelques langues parlées. Il n'existe pas de symbole API pour cette consonne, mais on peut la transcrire par un y culbuté avec une brève suscrite, [ʎ̆], ou un y culbuté avec une brève renversée souscrite, [ʎ̯].

## Caractéristiques
Voici les caractéristiques de la consonne battue latérale palatale voisée:
- Son mode d'articulation est battu, ce qui signifie qu’elle est produite en contractant brièvement les muscles d'un point d’articulation, sur l'autre.
- Son point d'articulation est dit palatal, ce qui signifie qu'elle est articulée avec le milieu ou l'arrière de la langue contre le palais rigide.
- Sa phonation est voisée, ce qui signifie que les cordes vocales vibrent lors de l’articulation.
- C'est une consonne orale, ce qui signifie que l'air ne s’échappe que par la bouche.
- C'est une consonne latérale, ce qui signifie qu’elle est produite en laissant l'air passer sur les deux côtés de la langue, plutôt que dans le milieu.
- Son mécanisme de courant d'air est égressif pulmonaire, ce qui signifie qu'elle est articulée en poussant l'air par les poumons et à travers le chenal vocatoire, plutôt que par la glotte ou la bouche.

## En français
Le français ne possède pas la consonne battue latérale palatale voisée.

## Autres langues
On retrouve cette consonne dans la langue iwaidja et dans les langues ilgares d'Australie, ainsi que la consonne  [ɺ̢] . Elle n'a pas le statut de phonème mais existe en tant qu'allophone de la séquence /ɺj/. Dans la langue ilgar (en), le nom personnel [miʎ̯arɡu] contient cette consonne par exemple.
- Mode d'articulation
- Point d'articulation